# Bella Block: Tod eines Mädchens
Tod eines Mädchens ist ein deutscher Fernsehfilm von Markus Imboden aus dem Jahr 1997. Es handelt sich um den 4. Filmbeitrag der ZDF-Kriminalfilmreihe Bella Block.

## Handlung
Im Hochhausviertel am „Hoffnungsberg“ stürzt die 13-jährige Claudia aus großer Höhe in den Tod, obwohl ihre Familie eigentlich nur im vierten Stock wohnt. Kommissarin Bella Block und ihr Team sieht sich an dem sozialen Brennpunkt der Prostitution, Drogen und Alkoholabhängigkeit um. Sie trifft auch gleich auf Tommy, einen Jugendlichen, der sich als „Ansprechpartner“ versteht und eine Jugendgang leitet.
Der Kommissarin fällt es schwer an die Selbstmordtheorie ihrer Kollegen zu glauben, dafür hat es in der letzten Zeit in dieser Siedlung zu viele „Selbstmorde“ gegeben. Auch die Mutter der Toten ist davon überzeugt, dass ihre Tochter umgebracht worden ist. Bella Block versucht über Manuela Meng, der Freundin des Opfers, näheres herauszufinden. Das Mädchen gibt sich jedoch verschlossen und unzugänglich. Bella Block ist sich sicher, dass sich das Mädchen prostituiert und dass ihre Mutter dies duldet. Schließlich hilft sie so dabei, die klägliche Haushaltskasse aufzufüllen.
Nachdem Manuelas Mutter überfallen wird, macht sie bei der Polizei eine Aussage. Dabei beschuldigt sie die Beamten der Kripo „Hoffnungsberg“ der Korruption. Seit Jahren würden sie über diverse Vergehen in dem Viertel hinwegsehen und wurden dafür unter anderem mit „netten Mädchen“ entlohnt. Daher war es möglich, dass sich ein regelrechter Prostitutionsring aufbauen konnte. Fatalerweise spricht Clara Meng dabei ausgerechnet mit Kommissar Fischer, dem Chef der Kripo „Hoffnungsberg“.
Während der Ermittlungen werden in dem Hochhausviertel zwei Zuhälter ermordet. So wie es aussieht hat hier Tommy und seine Gang versucht für Ordnung zu sorgen. Da er in Manuela verliebt ist, setzt er alles daran, sie dem Zugriff der Zuhälter zu entziehen. Obwohl sich Tommy der Konsequenzen bewusst ist, legt er bei Bella Block ein Geständnis ab. Er hofft auf eine gewisse Gegenleistung, da er auch einige Details über den Zuhälterring und die Verstrickung der Polizeibeamten verraten kann. Durch seinen Hinweis gelingt es Bella Block und ihrem Team zwei Beamte der Kripo „Hoffnungsberg“ dabei zu überführen, wie sie gerade ein Achtjähriges Mädchen bei einem Freier abliefern. So kommt die Kommissarin dahinter, dass ihr Kollege Fischer die ganze Zeit ihre Ermittlungen manipuliert hat, um von sich abzulenken. Sie nimmt ihn fest und fordert ein Geständnis von ihm, doch er wiegelt ab und legt seine pädophile Neigung nur als Sucht aus. Er mag so junge Mädchen und als er Claudia zu nahekam, sei sie aus Angst vor ihm aus dem Fenster gesprungen.

## Hintergrund
Der Film wurde in Hamburg gedreht und am 4. Oktober 1997 um 20:15 Uhr im ZDF erstausgestrahlt.

## Kritiken
Kino.de wertete: „Auch die von Markus Imboden inszenierte vierte Folge der ZDF-Krimireihe nach den gleichnamigen Romanen von Doris Gercke hielt die hohe Qualität, die die ersten Teile vorgelegt hatten. Martina Gedeck wurde für ihre intensive Darstellung der Mutter eines der Mädchen mit dem Grimme-Preis und dem Goldenen Löwen ausgezeichnet.“